# Stenkyrka kyrka, Gotland
Stenkyrka kyrka är en kyrka i Stenkyrka som tillhör Stenkyrka församling i Visby stift på Gotland och ligger utmed väg 149 mellan Visby och Kappelshamn. Den har alltsedan medeltiden varit sockenkyrka i Stenkyrka socken.

## Kyrkobyggnaden
Kyrkan är enligt Gutasagan den första kyrkan i Nordertredingen uppförd av Likair den vise. Enligt sägnen lär socknen fått sitt namn efter denna tidiga och enastående kalkstensbyggnad. Någon sådan kyrka har dock inte påträffats. Hans Nilssøn Strelows Cronica uppger högst tveksamma byggnadsåret 1032. Carl Gustav Gottfried Hilfeling uppger i samband med beskrivningen av Licnatus gravsten i kyrkan att denne byggt kyrkan 1199, dock utan någon källa. Möjligen handlar det om ett antagande att Licnatus skulle vara identiskt med gutasagans Likair den vise, och att kyrkan skulle vara nyligen invigd då denne begravdes i koret 1200.
Om man antar att kyrkan verkligen fått sitt namn genom att vara en tidig jämfört med angränsande kyrkor bör långhuset vara äldre än Bro kyrkas från 1100-talet. Att kyrkan varit rappad från början talar dock mot en så tidig datering.
Koret, som uppfördes därnäst, invigdes troligen 1255. I en medeltida förteckning över gotländska kyrkor omtalas en invigning i Stenkyrka detta år. På stilistisk grund verkar koret gå att hänföras till mitten av 1200-talet, vilket talar för att det var just detta som invigdes detta år. Långskeppet ersattes därefter av ett nytt bredare omkring 1270. Tornet uppfördes därefter slutligen 1280-1310.
Tornspiran förnyades efter att i oktoberstormen 1679 ha blåst ned. Bägge kyrktaken skall ha rivits av så att kyrkan 1680 ansågs irreparabel. 1681-84 blev dock tornspira och kyrktak återuppförda.

## Interiören
Kyrkan är rikligt prydd med medeltida målningar där triumfbågens kvadermålning från mitten av 1200-talet är den äldsta. I tornvalven återfinns marmorimitationer från 1200-talets senare del. Övriga målningar utfördes troligen under slutet av 1300-talet. Stora delar av de ursprungliga målningarna är tyvärr utplånade. Dopfunten, centralt placerad intill långhusets mittkolonn, är gjord av 1100-talsmästaren  Majestatis, antagligen omkring 1200.
Kyrkans triumfkrucifix, från tidigt 1300-tal, hänger numera på långhusets norra vägg och är fästad på en ryggpanel med bilder av Maria och Johannes, daterad 1702 och tillskriven Rasmus Bartsch.
Altaruppsatsen målades troligen av Jacob Riek på 1660-talet.
Kyrkbänkarna som till största delen härrör från dansktiden, utförda i Christian IV:srenässans fick målningar av Rasmus Bartsch i form av landskapsmotiv och de fåvitska och de visa jungfrurna utförda troligen 1702. Läkarbrösteringarna i Stenkyrka målades 1783-84 av Johan Niklas Weller med motiv av apostlarna samt Jesu besök i templet vid 12 års ålder.
Predikstolen byggdes i slutet av 1600-talet.
I koret ligger en gravsten lagd över Licnatus från Stenstu. Licnatus levde under 1100-talets senare hälft och gravstenen är den äldsta, kända på Gotland med utsatt dödsår, 1200. Därutöver förekommer ytterligare några gravstenar, en över Jakob och Botvid med bilden av en man, odaterad men troligen tillverkad omkring 1350. I Västportalens trappa är inmurad två bitar av en gravsten, vilken vid Hilferings besök låg hel men nött på kyrkogården söder om kyrkan. Pehr Arvid Säve avtecknade den då den låg under västra portalen. Även denna sten hör till 1300-talet. Ytterligare fragment av medeltida gravstenar finns kyrkan.
Vidare finns flera epitafier i kyrkan. Ett svårt skadat, idag oläsligt över en präst med sin hustru och 12 barn. P. A. Säve tyckte sig på 1800-talet kunna läsa årtalet 164- och namnet Jeremias Nielsøn Trelborg. Denne Trelborg förekommer inte i Visby stifts herdaminne, men uppgifter om Stenkyrkas kyrkoherdar saknas 1608-1649. I Sakrestian finns två illa medfarna prästporträtt som sägs föreställa Laurentius Nicolai Judikaer (död 1746) och Nils Johansson Lutteman (död 1787) men förefaller äldre.
Kyrkan har restaurerats två gånger, 1954-55 under ledning av arkitekt Rolf Bergh, samt 1979-80 efter en anlagd brand i tornrummet, som mest orsakade rökskador.

## Inventarier[1]
- Silverkalk, tillverkad i Visby 1751 med tillhörande paten
- Sockenbudstyg i tenn, inköpt 1765
- Oblatsask i tenn, inköpt 1872
- Ett par vinkannor i tenn, inköpta 1872
- En ljuskrona i glas med 6 mässingspipor, skänkt till kyrkan 1855
- Mässingsljuskrona skänkt till kyrkan 1845
- Ett par armljusstakar i empirstil som år 1835 sägs vara omgjorda av 2 par äldre ljusstakar
- Ett par ljusstakar i tenn, tillverkade i Norrköping 1802
- Ett par kollekttavlor i trä, troligen från 1700-talet finns numera i Gotlands fornsal
- Minnestavla över 100-årsminnet av Uppsala möte 1593
- Minnestavla Karl XI:s begravning 1697
- Minnestavla över Karl XII:s återställande av Schesliens fria kyrka 1707
- En järnbeslagen kassakista med tre lås, från 1600-talet

### Orgel
År 1879 byggdes en orgel av Anders Victor Lundahl, Malmö. Invigningen skedde söndagen 6 juli. Musikdirektör August Elfåker från Göteborg som avsynat den, yttrade:"att få landförsamlingar äga ett så skönt och vackert musikinstrument, som denna församling har förmånen att äga".
År 1880 flyttades en orgel till Stenkyrka från Hällefors kyrka av Salomon Molander. Den var byggd 1789 av Johan Sundström, Järnboås och omändrades 1859 av A G Nygren, Stockholm. Den utökades 1936 med en andra manual av Hammarbergs Orgelbyggeri AB vilken dock åter avlägsnades 1955. Orgeln renoverades 1977 av Grönlunds Orgelbyggeri.
| Manual             | Pedal      | Koppel  |
| Borduna 16’ B/D    | Subbas 16’ | Man/Ped |
| Principal 8’ B/D   |            |         |
| Gedackt 8’ B       |            |         |
| Rörfleut 8’ D      |            |         |
| Fleut d'Amour 8' D |            |         |
| Octava 4’          |            |         |
| Spetsfleut 4'      |            |         |
| Qvinta 3'          |            |         |
| Octava 2'          |            |         |
| Trumpet 8'         |            |         |
| Noli me tangere    |            |         |
| Sperrventil        |            |         |

#### Diskografi
- Holmgren, Claes (2013). ”Orgeln i Stenkyrka”. Organ document Gotland : meeting nine organs. Visby: Visby domkyrkoförsamling. Libris 14683788

## Galleri

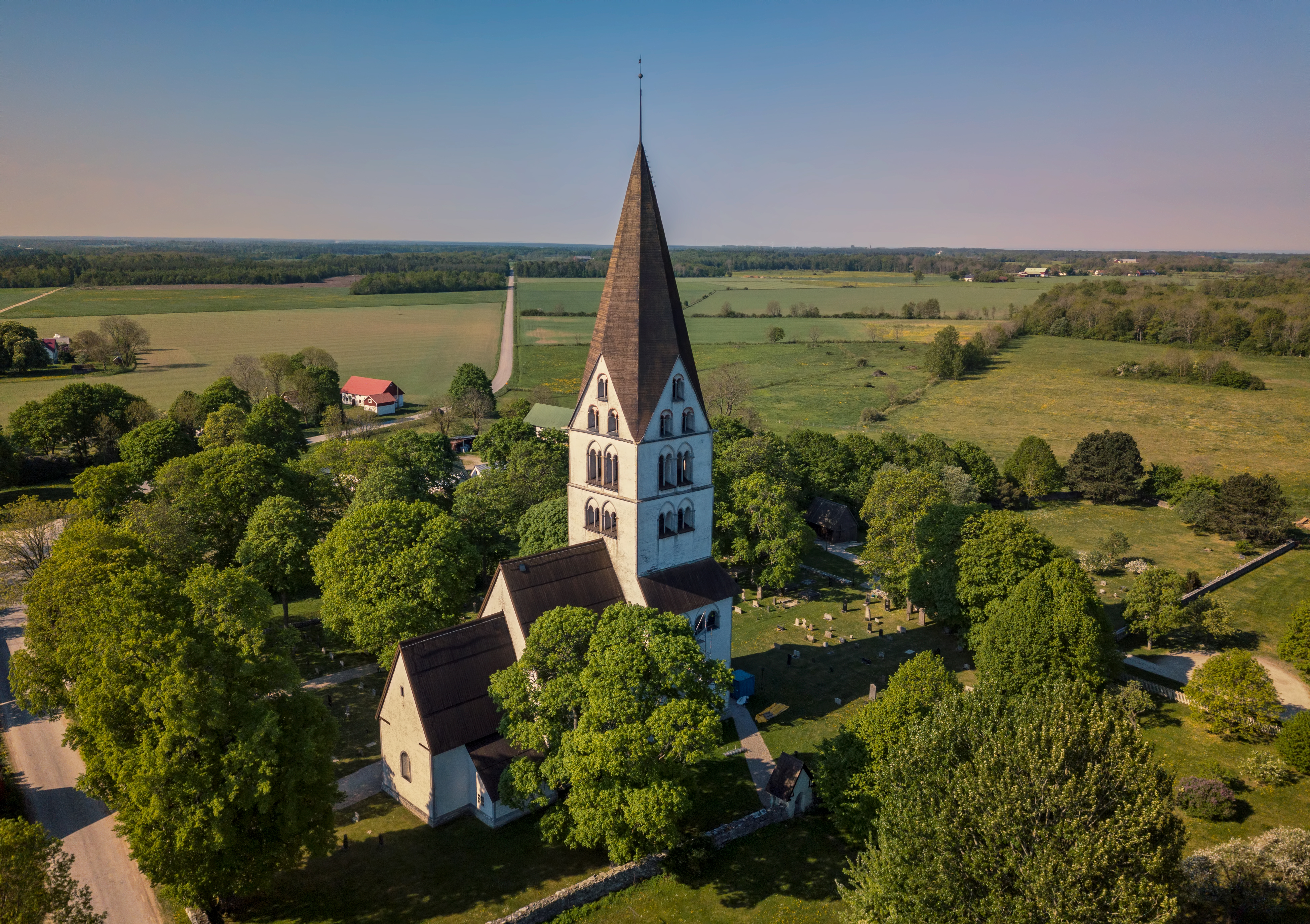
Kyrkan i landskapet
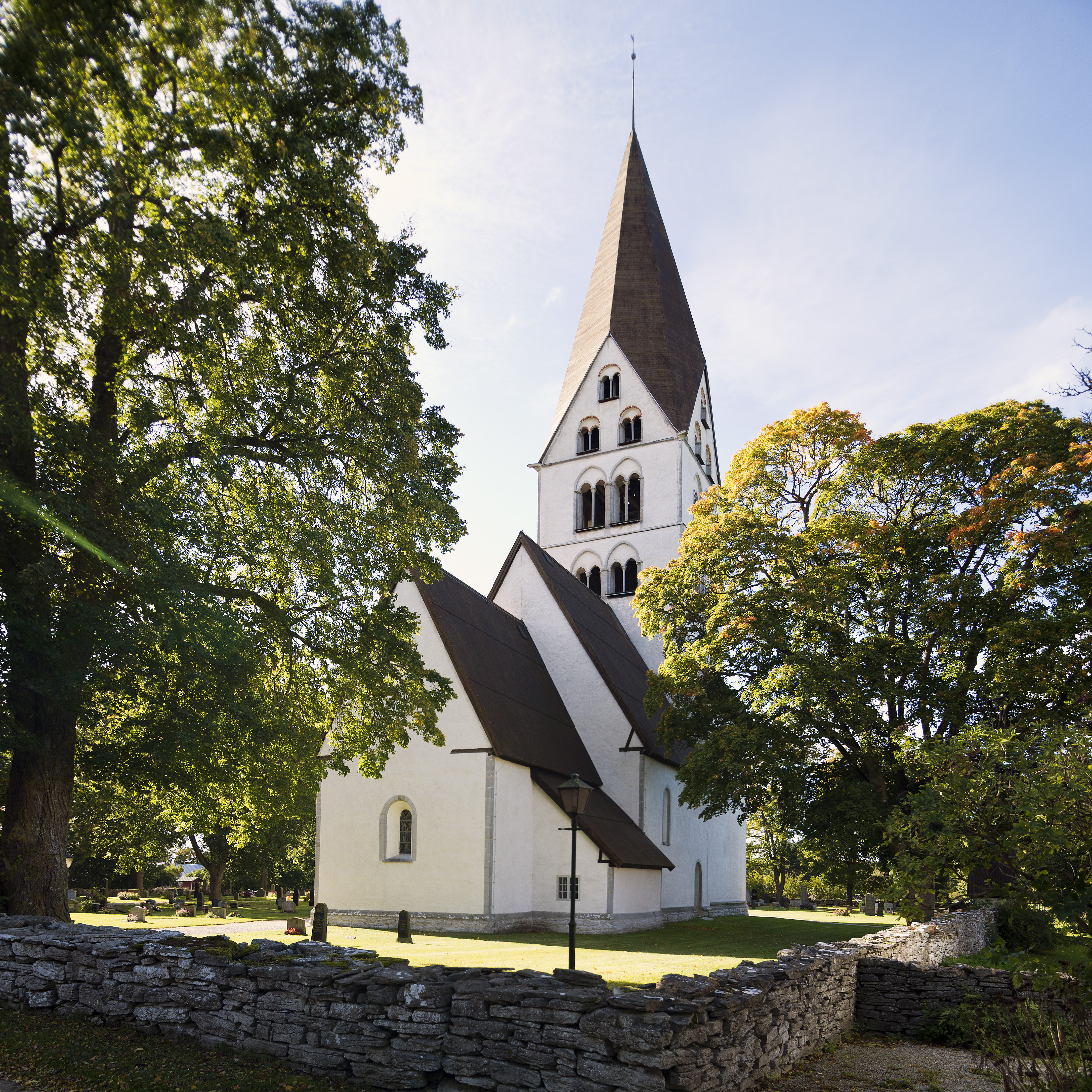
Kyrkan sedd från öster
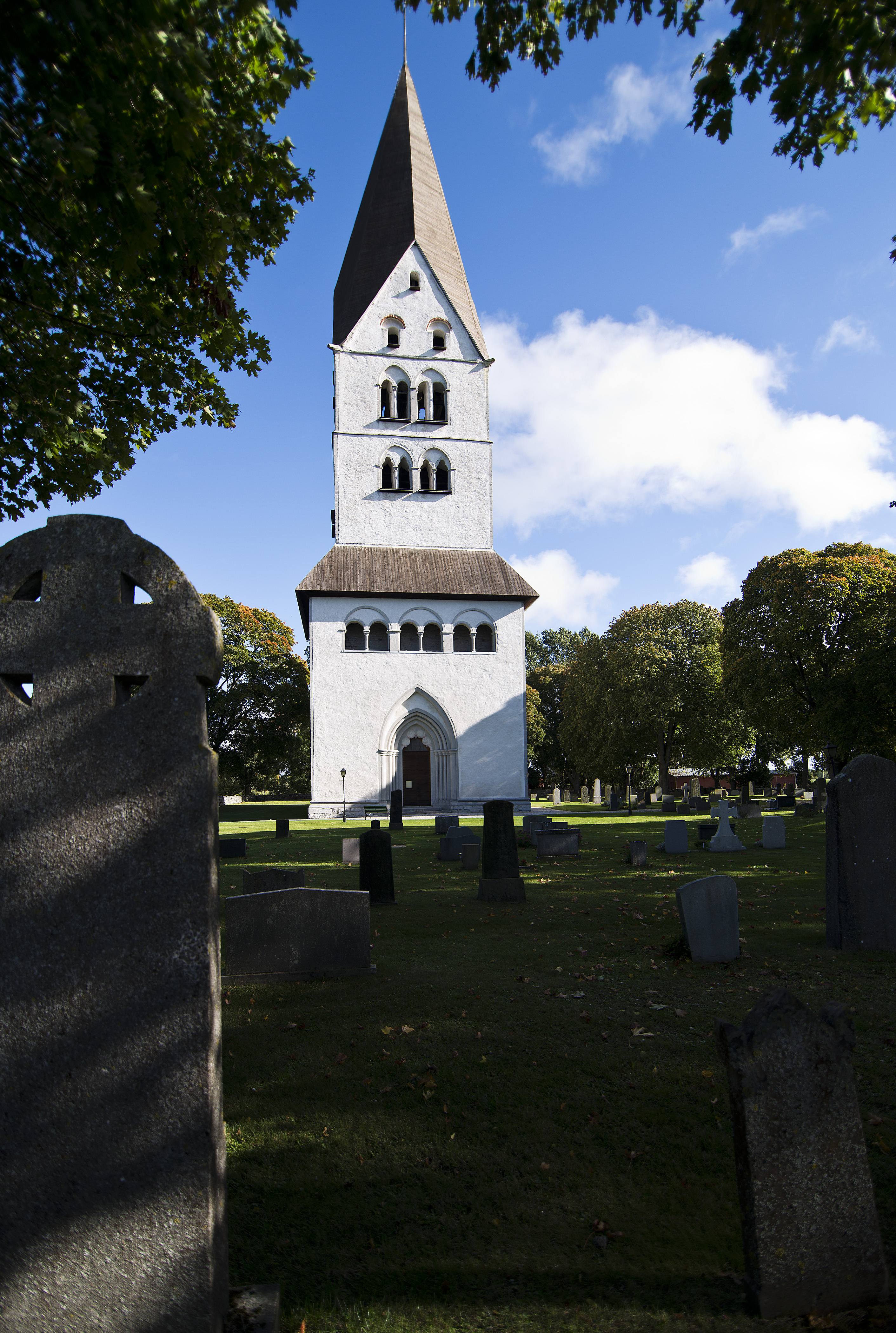
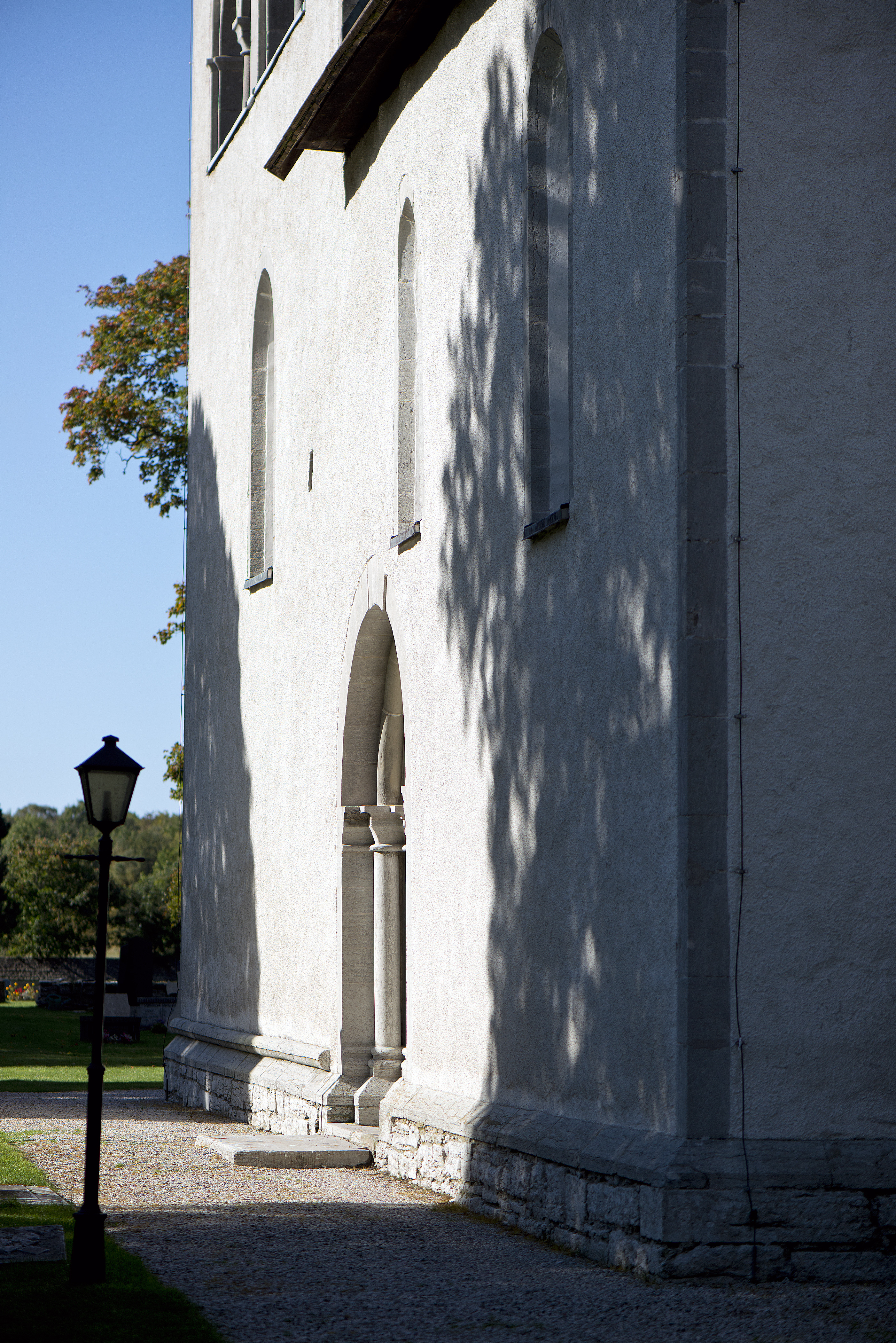
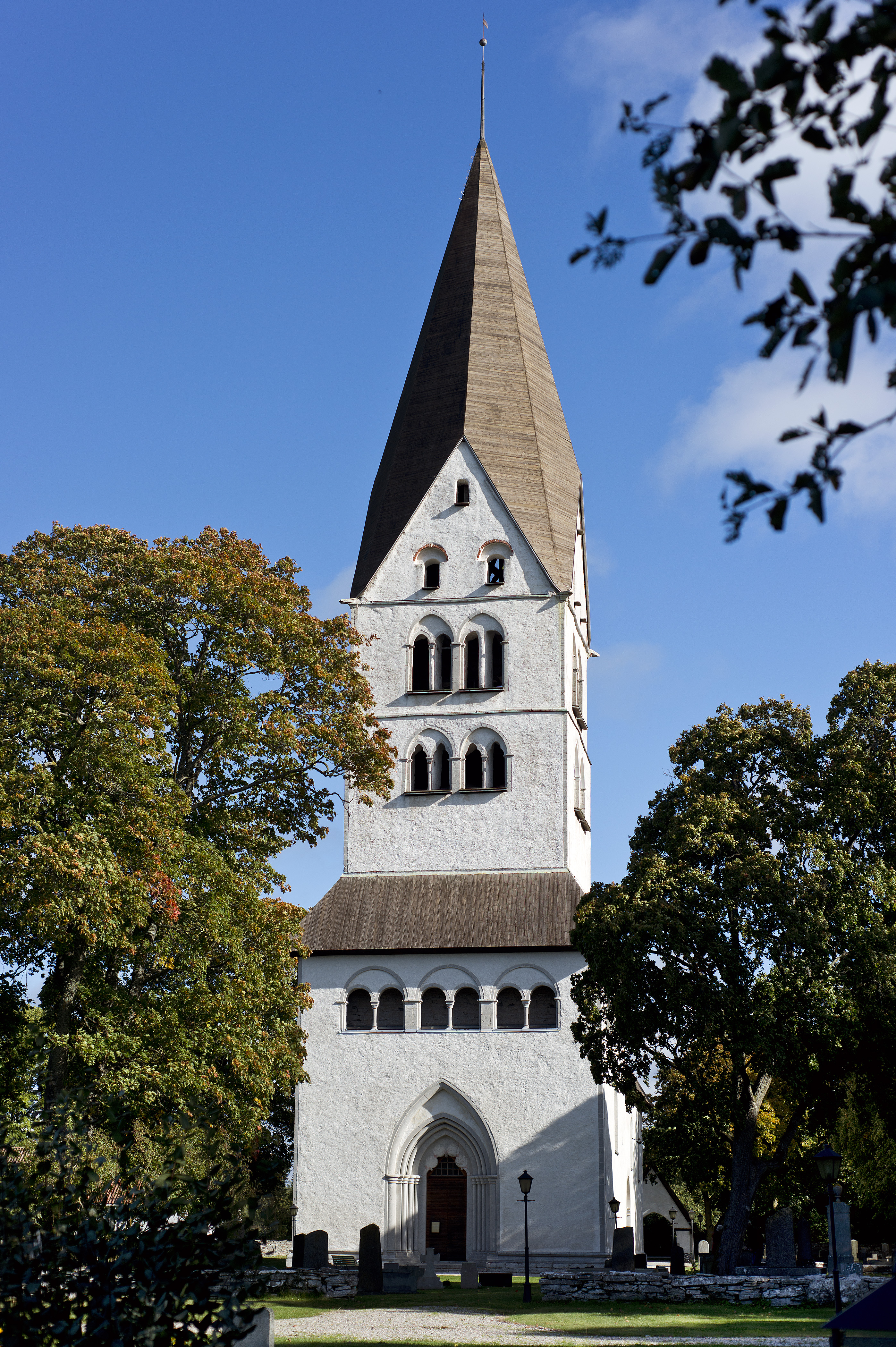
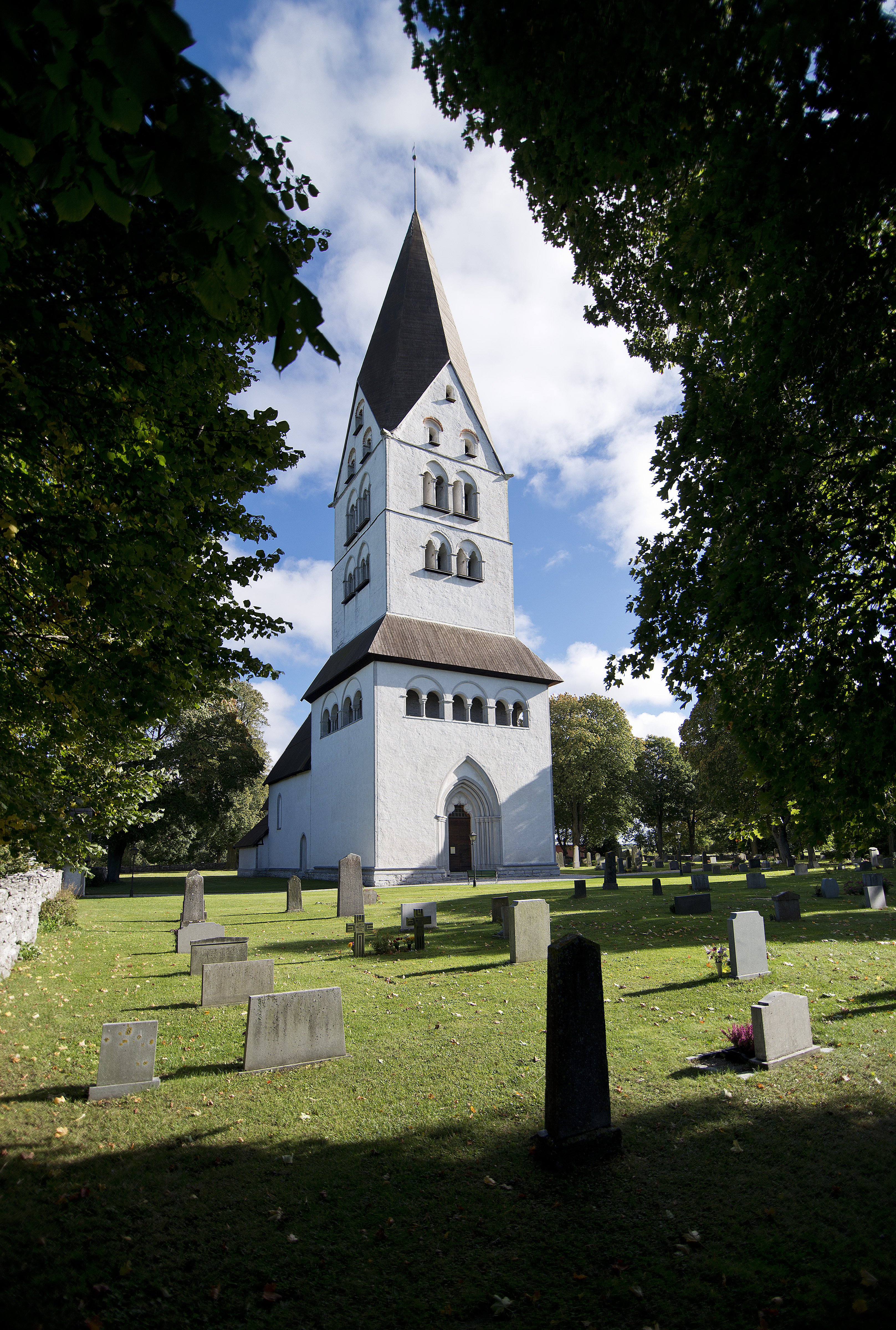
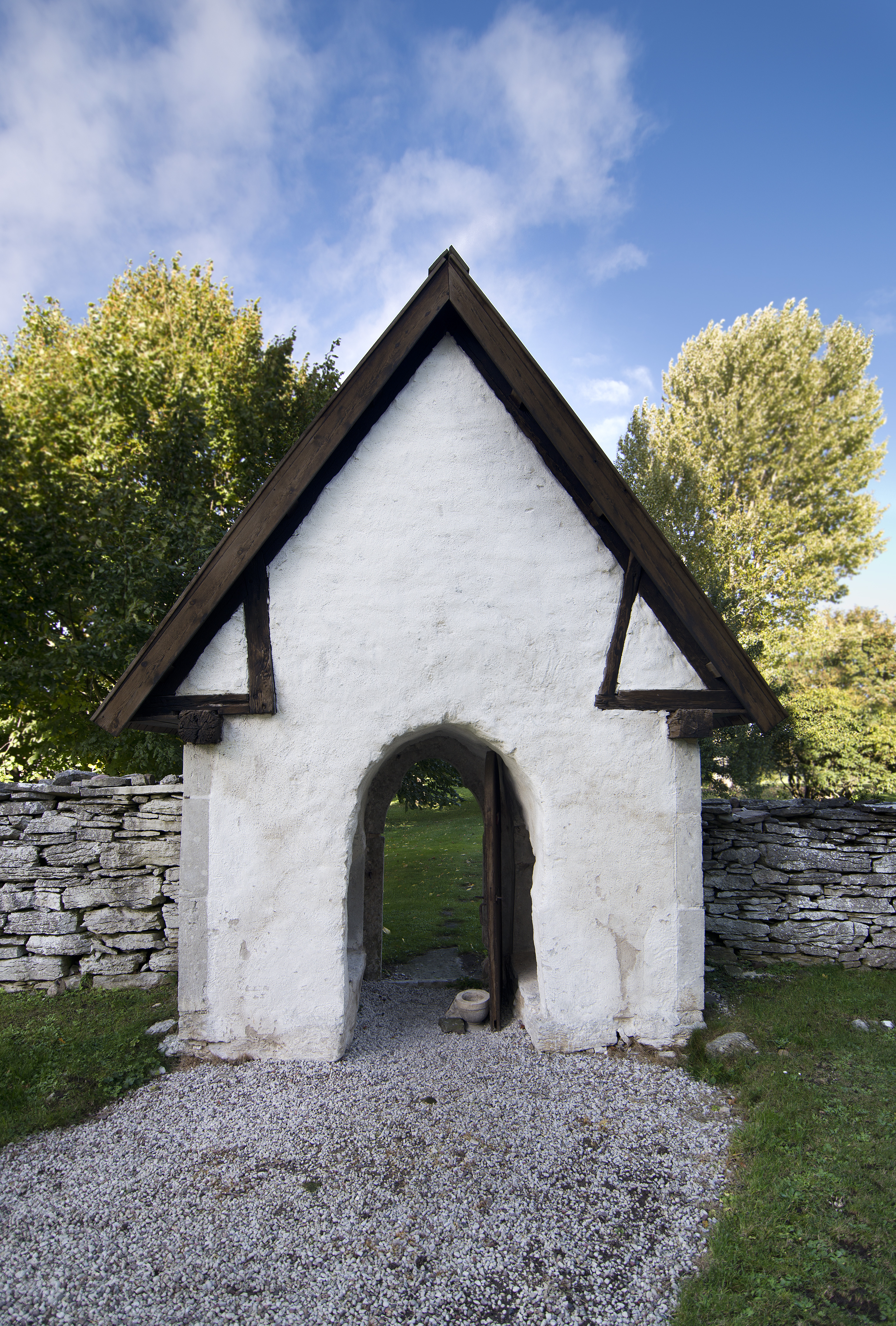
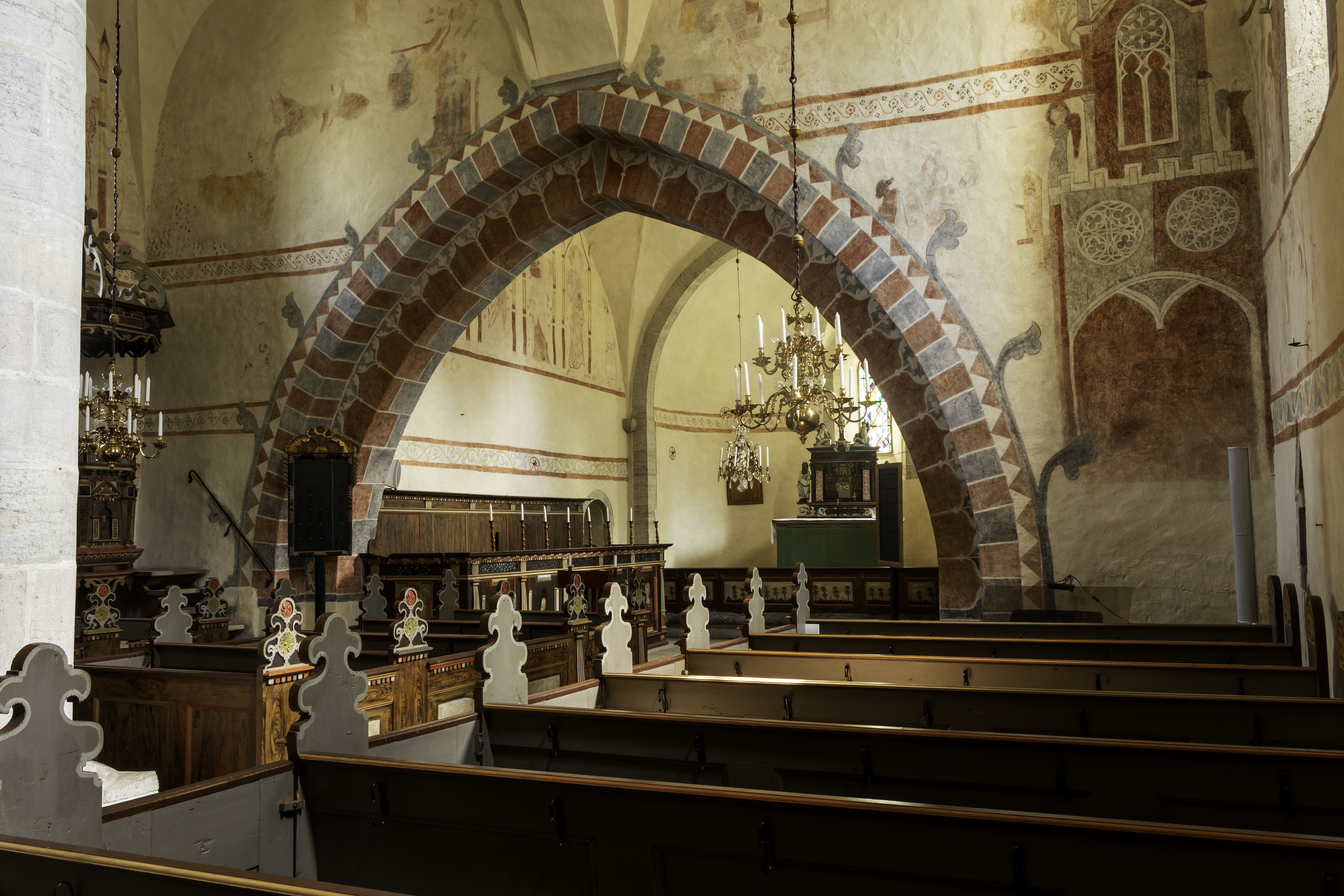
Interiör mot öster
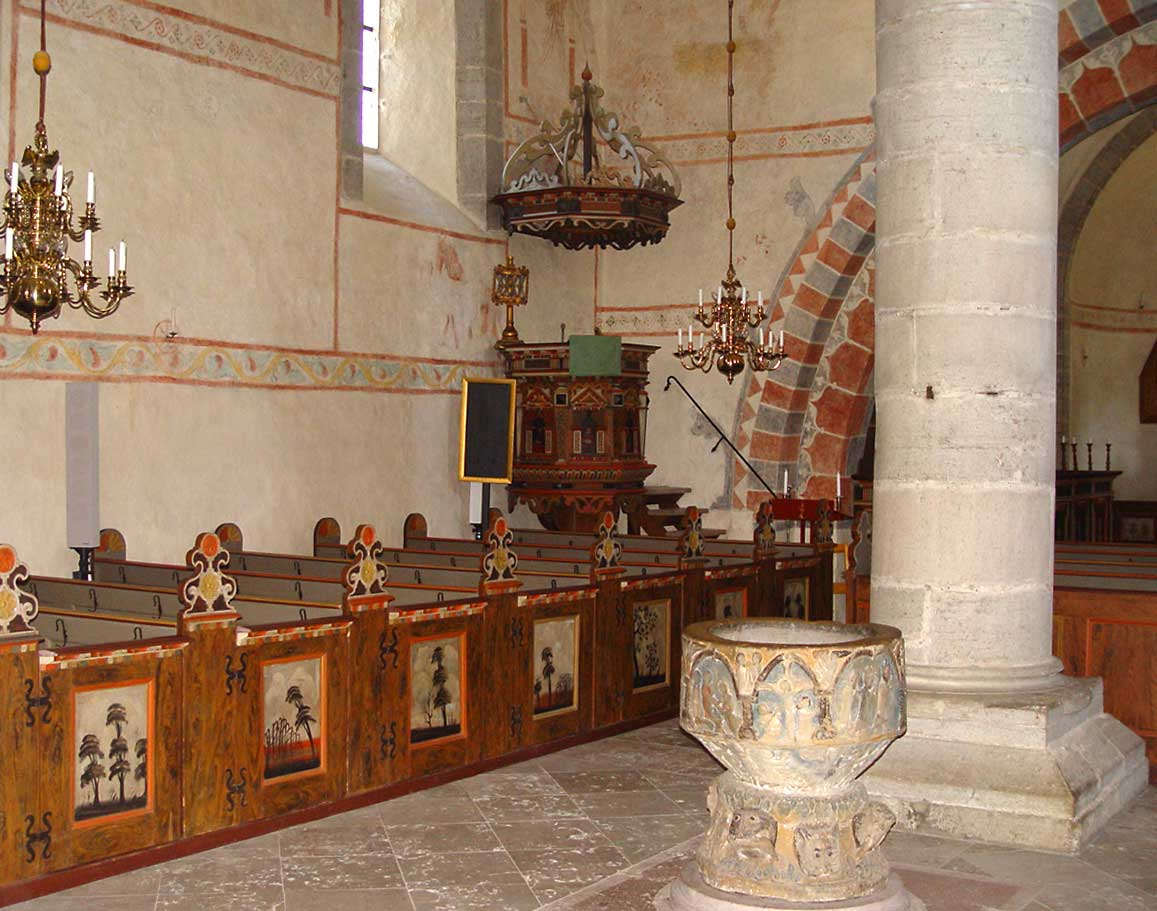
Predikstol (sent 1600-tal), timglas (1805/1806)
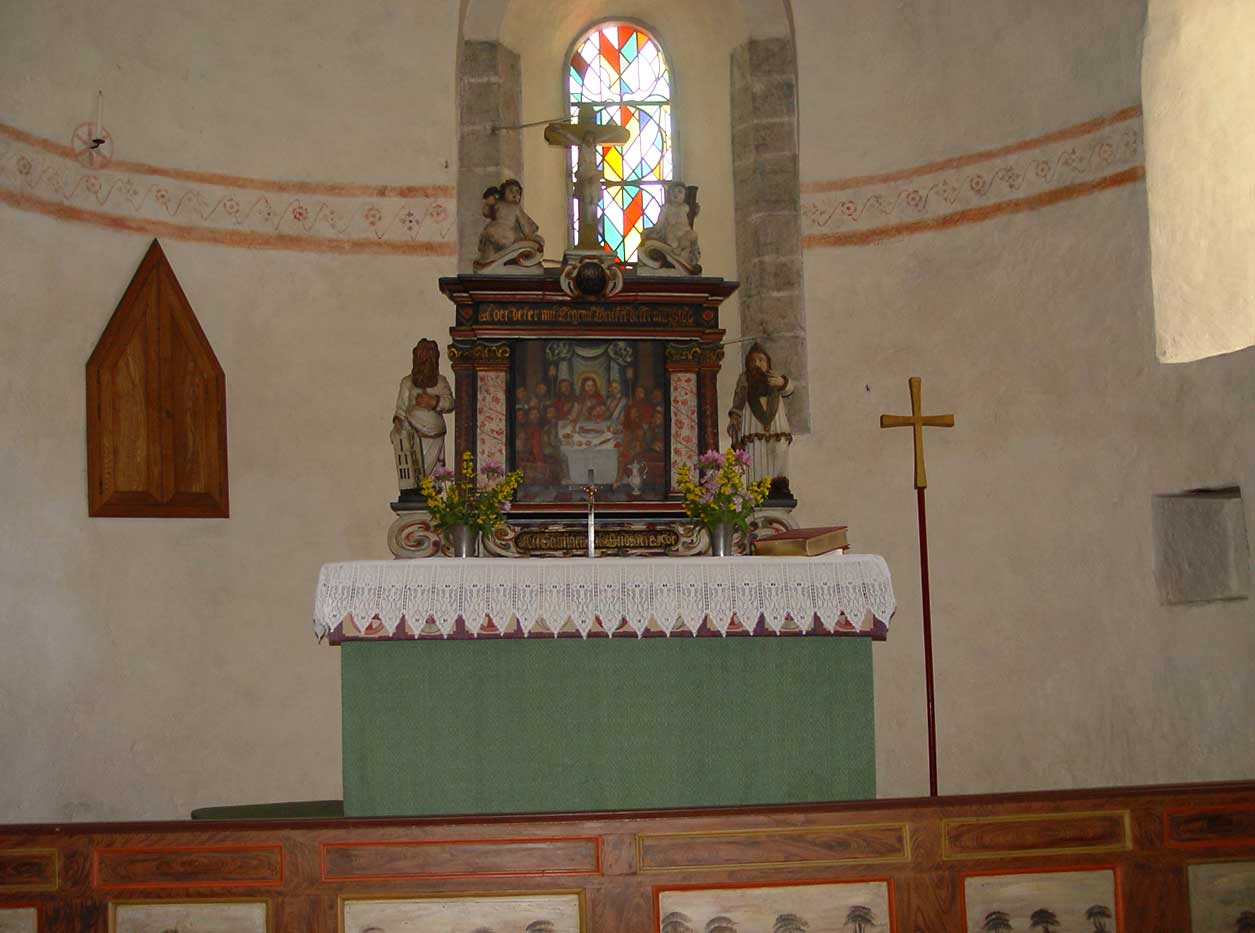
Altaruppsats i sandsten från 1688
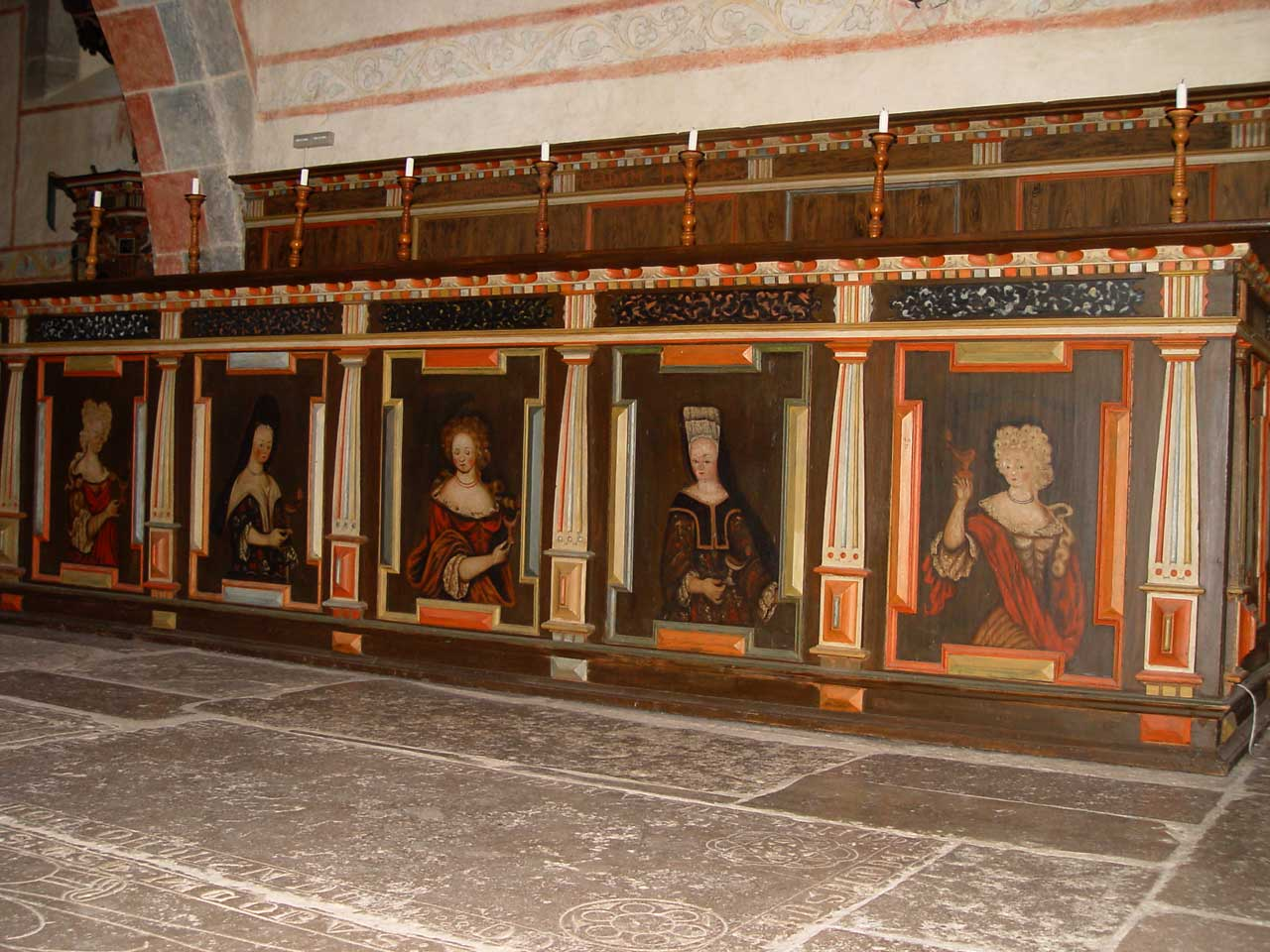
Målningar med de fem visa jungfrurna (1700-tal)
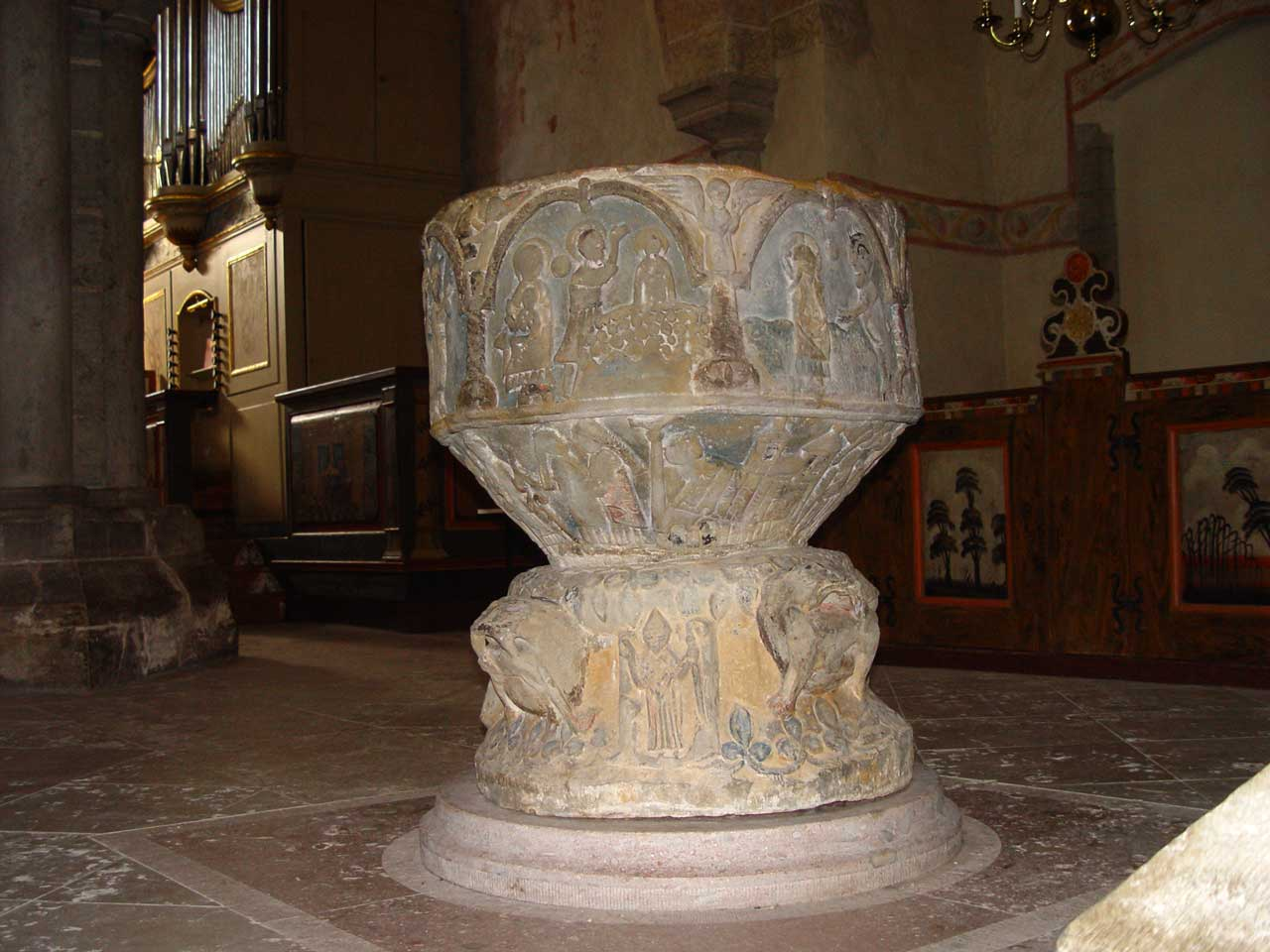
Dopfunt från 1100-talet
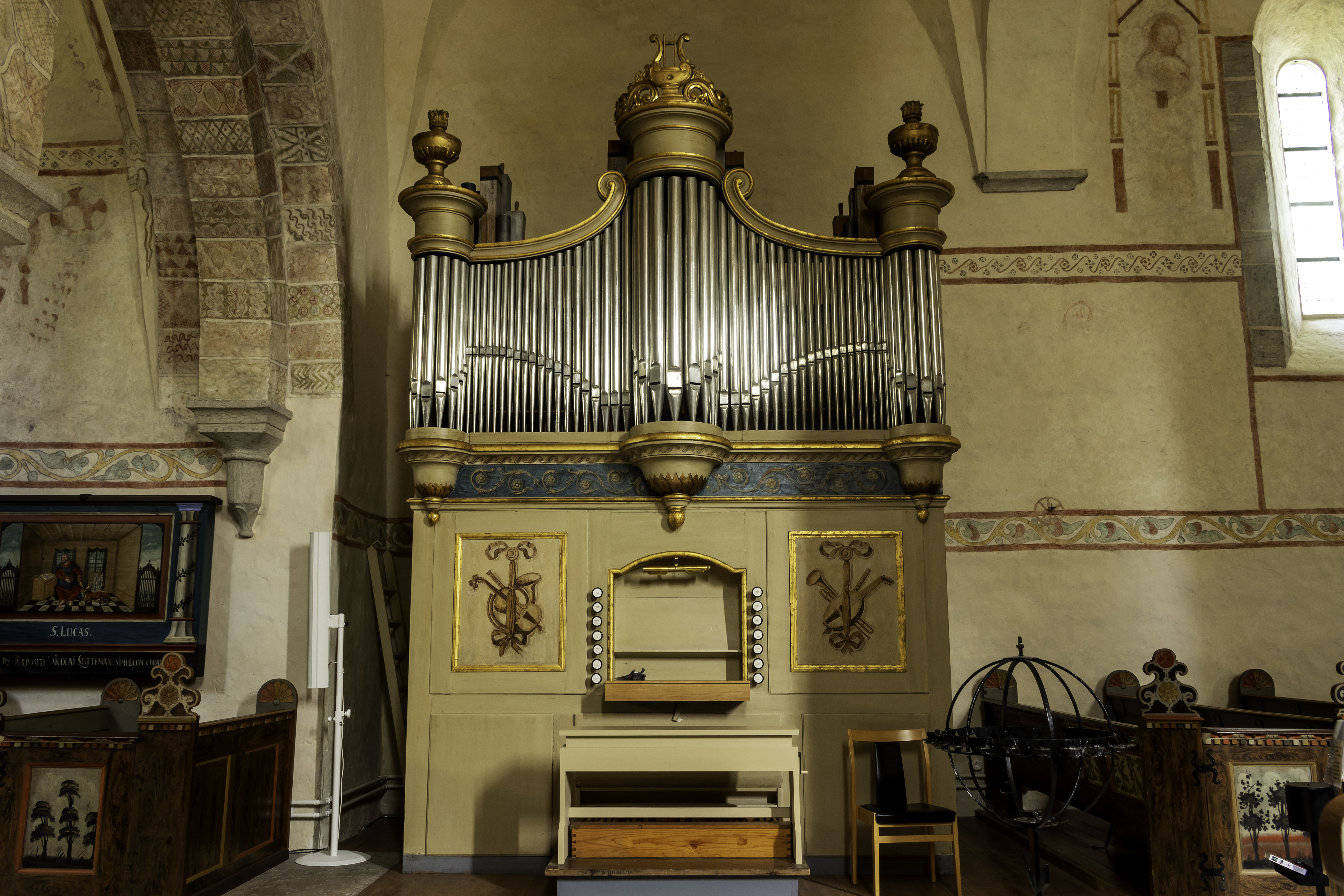
Orgeln